# Bombay Boys
Pour plus de détails, voir Fiche technique et Distribution.
Bombay Boys est un film indien de Kaizad Gustad, sorti en 1998 et tourné en anglais.

## Synopsis
Bombay Boys  le séjour  à Mumbai, anciennement Bombay,[style à revoir]de trois jeunes gens indiens ou d'origine indienne vivant à l'étranger. Ils ont chacun des raisons différentes de se rendre à Mumbai.  Ricardo (Rahul Bose) veut retrouver son frère qui ne donne plus signe de vie. Krishna (Naveen Andrews), un apprenti acteur, est bien décidé à jouer dans un film de Bollywood. Enfin Xerxes (Alexander Gifford), un musicien, vient rencontrer un groupe de rock, les Bombay Boys. Il traverse également une crise d'identité et souhaite profiter de son voyage pour retrouver ses racines et déterminer son orientation sexuelle. 
Krishna, Xerxes et Ricardo se rencontrent dès la sortie de l'aéroport à leur arrivée à Mumbai et décident de chercher ensemble un appartement à louer. Les trois jeunes gens se lancent ensuite dans leurs quêtes respectives. Krishna constate rapidement que le producteur qu'il avait contacté depuis New York, Mastana (Naseeruddin Shah), est un dangereux mafieux qui cherche à produire le pire film indien jamais tourné, Mumbai Banditos, pour blanchir son argent sale. Il se trouve néanmoins contraint de jouer dans ce film. Mastana fait régner une atmosphère de terreur sur le tournage, et Krishna désespère de faire jamais carrière après avoir participé à un tel film. Ricardo parcourt Mumbai à la recherche de son frère, et finit par apprendre son décès. Entre-temps, il entame une liaison avec la maîtresse de Mastana, la jeune Dolly (Tara Deshpande). Quant à Xerxes, il rencontre les Bombay Boys, un groupe de jeune musiciens sympathiques et enthousiastes mais dépourvu de tout talent, et finit par renoncer à ses ambitions de musicien. Le propriétaire de leur logement (Roshan Seth) lui fait des avances et l'encourage à s'interroger sur son orientation sexuelle. Il passe une nuit avec un homme rencontré dans un bar, est arrêté pour homosexualité puis libéré. À la fin du film Ricardo, Krishna et Xerxes, sont tous les trois obligés de jouer dans le dénouement du film de Mastana, et s'enfuient sans chercher à emmener Dolly avec eux.  Débarrassés de leurs illusions sur Mumbai, ils constatent l'échec de la plupart de leurs quêtes.

## Fiche technique
- Titre original : Bombay Boys
- Réalisation : Kaizad Gustad
- Scénario : Kaizad Gustad
- Direction artistique : Ram Yedekar
- Costumes : Pia Benegal
- Photographie : Kramer Morgenthau
- Montage : Priya Krishnaswamy
- Musique : Dhruv Ghanekar, Ashutosh Phatak
- Chorégraphie : Joel Braz
- Production : Basu Bhattacharya
- Pays d’origine :  Inde
- Langue : Hindi, anglais
- Couleur
- Genre : Comédie dramatique et film de gangsters
- Durée : 105 minutes
- Dates de sorties en salles :
- Inde: 13 septembre 1998

## Distribution
- Naveen Andrews : Krishna
- Rahul Bose : Ricardo
- Tara Deshpande : Dolly
- Alexander Gifford : Xerxes
- Naseeruddin Shah : Mastana
- Roshan Seth : Pesi
- Tarun Shahani : Danny
- Luke Kenny : Xavier
- Randolf Correia : Sam
- Shiuli Subaya : Actress

## Chansons du film
La musique est composée par Dhruv Ghanekar et Ashutosh Phatak. La plupart des morceaux ci-dessous sont utilisés comme musique de fond.
| Chanson           | Chanteur(s)   |
| ----------------- | ------------- |
| Mumbhai           | Javed Jaffrey |
| Paisa Paisa Paisa |               |
| Fable             |               |
| Sunoh             |               |
| Yeah Yeah         |               |
| Lemon Tree        |               |
| Tabla Dholak      |               |
| Bombay Blues      |               |
| Waltzing Matunga  |               |
| Oye Shaava        |               |

## Réception
Bombay Boy a été projeté au festival de Toronto, où il a rencontré un certain succès. Doublé dans quatre langues indienne, il a également connu un succès inattendu au box-office indien.

## Censure
Plusieurs scènes du film ont dû être coupées. La seule scène d'amour homosexuelle du film (entre Xerxes et un homme rencontré dans un bar) a été dû être modifiée dans la version indienne : le comité de censure a exigé que seul l'un des deux hommes soit montré torse nu. Kaizad Gustad a dénoncé la censure dont il était victime dans un texte très médiatisé,.

## Analyse

### Une satire

#### Satire de la diaspora indienne
Bombay Boy présente un  portrait satirique de jeunes gens d'origine indienne, qui vivent à l'étranger et vont en Inde pour retrouver leurs racines, faire fortune, ou réfléchir à leur identité personnelle, et notamment sexuelle.

#### Satire de la musique et du cinéma indien
Bombay Boys est une satire du rock indien et du milieu du cinéma de Mumbai. Les Bombay Boys, le groupe de rock que Xerxes rêvait de rencontrer, passent leurs journées à fumer du cannabis et à boire. Ils ne possèdent même pas d’instruments de musique, et leur chanson Yeah Yeah ne comporte qu'un seul mot, « yeah ». C'est le personnage de Mastana qui incarne le thème central du film, la satire de milieu du cinéma : c'est un mafieux, et un producteur qui ne connaît rien au cinéma. Kaizad Gustad met ainsi en valeur les liens de Bollywood avec la mafia. Le film dans lequel joue Krishna est supposé être le pire film jamais produit à Mumbai. Cela permet à Kaizad Gustad de parodier les films de Bollywood. Il cible surtout le jeu des acteurs, les passages chorégraphiés et le placement de produit.

### Homosexualité
Bombay Boys aborde le thème à l'époque tabou dans le cinéma indien de l'homosexualité.[réf. souhaitée] Xerxes cherche à déterminer son orientation sexuelle et découvre son homosexualité. Il est ainsi un des très rares héros de film indien homosexuel.[réf. souhaitée] La législation indienne pénalisant les relations homosexuelles (l'article 377 du Code pénal) est aussi évoquée, puisque Xerxes est arrêté sur au nom de cet article.[style à revoir]